# Albertus Boom
Albertus „Bert“ Boom (* 6. Mai 1938 in Markelo) ist ein ehemaliger niederländischer Radrennfahrer.
Bert Boom fuhr als Rennfahrer von Ende der 1950er bis 1980 aktiv. Seine größten Erfolge waren der Sieg bei den Amateur-Stehern bei den UCI-Bahn-Weltmeisterschaften 1969 in Brünn hinter Schrittmacher Bruno Walrave sowie sein dritter Platz bei der WM 1971 in Varese, hinter Joop Stakenburg. Sein letztes Rennen fuhr Boom 1980 in Zutphen im Alter von 42 Jahren. Dabei wurde er handgreiflich gegen einen Konkurrenten und verkündete der Jury, dass es keinen Sinn mehr habe, ihn zu bestrafen: „Morgen stop ik.“
Nach dem Ende seiner aktiven Karriere arbeitete Bert Boom zunächst als Mechaniker für Radsport-Teams und eröffnete ein eigenes Fahrradgeschäft, später wurde er Vertreter für die Firmen Gazelle und Shimano. Außerdem war er als technischer Assistent von Rollstuhl-Basketballern sowie des blinden Tandemfahrers Jan Mulder tätig. Als Betreuer von Behinderten-Mannschaften war er schon bei Olympischen Spielen und Weltmeisterschaften.
Albertus Boom ist der Vater des Radrennfahrers Bart Boom. Seine Brüder Hans Boom (* 1955) und Henk Boom waren ebenfalls Radrennfahrer und waren beide Teilnehmer der Internationalen Friedensfahrt.